# Geneng (Miri)
Geneng is een plaats en bestuurslaag op het 4de niveau (kelurahan/desa).
Geneng ligt in het zuidwestelijke deel van het onderdistrict (kecamatan) Miri in het regentschap Sragen van de provincie Midden-Java, Indonesië. 
Geneng telt 3.358 inwoners (volkstelling 2010).
Binnen de desa Geneng liggen dorpen en gehuchten, de dukuh en dusun's, namelijk:
Karang, Gondangmanis,  Gondangrejo, Geneng, Blumbang, Pelem, Kedungwaru (Kedung Waru), Krandon, Lemah Putih.
Bagor · Brojol · Doyong · Geneng · Gilirejo · Gilirejo Baru · Girimargo · Jeruk · Soko · Sunggingan
Gemolong · Gesi · Gondang · Jenar · Kalijambe · Karangmalang · Kedawung · Masaran · Miri · Mondokan · Ngrampal · Plupuh · Sambirejo · Sambung Macan · Sidoharjo · Sragen · Sukodono · Sumberlawang · Tangen · Tanon